# Orchestia gammarella
Orchestia gammarella är en kräftdjursart som först beskrevs av Peter Simon Pallas 1766.  Orchestia gammarella ingår i släktet Orchestia och familjen tångloppor. Inga underarter finns listade i Catalogue of Life.